# Luxiol
Luxiol é uma comuna francesa na região administrativa de Borgonha-Franco-Condado, no departamento de Doubs. Estende-se por uma área de 6,44 km². Em 2010 a comuna tinha 162 habitantes (densidade: 25,2 hab./km²).
Era chamada de Loposágio (em latim: Loposagium) durante o período romano.